# Evecliptopera decurrens
Evecliptopera decurrens là một loài bướm đêm trong họ Geometridae.